# Pains (district de Santa Maria)
Pains est l'un des dix districts dans lesquels se divise la ville brésilienne de Santa Maria, dans l'État du Rio Grande do Sul.

## Limites
| Sede São Valentim Pains Arroio Grande Arroio do Só Passo do Verde Boca do Monte Palma Santa Flora Santo Antão |

Limitée aux districts de Arroio do Só, Palma, Passo do Verde, Santa Flora, São Valentim, Sede.

## Quartiers
Le district est divisé en quartiers suivants :
1. Pains